# Radulphius singularis
Radulphius singularis là một loài nhện trong họ Miturgidae.
Loài này thuộc chi Radulphius. Radulphius singularis được miêu tả năm 1995 bởi Bonaldo & Buckup.